# Toužetín
Toužetín (en allemand : Tauschetin) est une commune du district de Louny, dans la région d'Ústí nad Labem, en République tchèque. Sa population s'élevait à 281 habitants en 2021.

## Géographie
Štětí est située à 8 km au sud-est de Louny, à 41 km au sud-sud-ouest d'Ústí nad Labem et à 48 km au nord-ouest de Prague.
La commune est limitée par Chlumčany et Veltěže au nord, par Vrbno nad Lesy à l'est, par Panenský Týnec et Hříškov au sud, et par Smolnice à l'ouest.

## Histoire
La première mention écrite du village date de 1227.

## Administration
La commune se compose de trois quartiers :
- Donín
- Sulec
- Toužetín

## Transports
Par la route, Toužetín se trouve à 9 km de Louny, à 57 km d'Ústí nad Labem et à 53 km de Prague.